# Габренски манастир
Габренският или Чукуровският манастир „Свети Димитър“ е недействащ български православен манастир в Софийско.

## Местоположение
Разположен е на около 2 км югоизточно от софийското село Габра, община Елин Пелин. Патрон на манастира е Свети Димитър, затова често е наричан от местните жители „Свети Митър“ или просто „Манастиро“.

## История
Преди изграждането на сегашния манастир на мястото му е имало малък параклис, посветен на Света Марина, а според някои източници – на Свети Мина.
През 1865 г. селяните от Чукурово събират пари и изпращат своя съселянин Иван Чакъров за Цариград, който трябвало да измоли разрешение от османската власт за построяването на манастир. След тежко тримесечно пътуване пеша, заедно с панагюрски овчари, той се завръща с благоволението на Цариград. Интересно е да се отбележи, че по време на своето пътуване Иван Чакъров научил френската дума пардон, често я използвал и съселяните му започнали да го наричат Пардоно, който станал родоначалник на големия Пардонски род в селото. След смъртта му през 1894 година, Иван Чакъров е погребан до югоизточната стена на манастира.
През 1866 г. Чукуровският манастир вече е построен. Църквата е изографисана през 1867 година от самоковския зограф Костантин Геров и ученика му Костакия, за което съдим от ктиторския надпис на главния вход на храма. Към манастирската църква са изградени още отделна сграда за живеене, друга — за нощуване на поклонници и магерница. Владение на манастира са били 500 дка гора, около 100 дка ниви и ливади, както и 50-60 говеда и над 100 овце. Местните жители, освен щедри дарения за градежа, подаряват на манастира няколко требници, издадени в Киев и Москва, както и „Поучително евангелие“ от Софроний Врачански, издадено в Белград през 1868 година в книгопечатницата на Никола Стефанович. Първият свещеник на манастира е Боне Кръстев от съседното село Горни Пасарел (бивше самоковско село, изселено, заедно с близките села Шишманово и Калково, поради построяването на язовир Искър). През 1898 година лично софийският митрополит Доситей представя новия свещеник Георги Бързанов.
Днес от Габренския манастир е запазена само църквата и основите на магерницата, разрушена по времето на комунистическия режим. През 60-те години на XX век, само на няколко метра от черквата, е изграден пионерски лагер, чиито сгради днес също са в руини. По иниациатива на свещеника от съседното село Нови хан, както и на местните жители, има планове за възстановяване на манастирския комплекс и превръщането му в действаща света обител. Църквата се отваря на храмовия празник и на Деня на миньора, който по традиция се празнува на манастирските ливади.